# Greuteria
Greuteria é um género de plantas com flores pertencentes à família Fabaceae.
A sua área de distribuição nativa situa-se no noroeste da África.
Espécies:
- Greuteria argyrea (Greuter & Burdet) Amirahm. & Kaz.Osaloo
- Greuteria membranacea (Coss. & Balansa) Amirahm. & Kaz.Osaloo